# Father of All Motherfuckers
Albums de Green Day
Revolution Radio
(2016) Saviors
(2024)
Singles
1. Father of All...
Sortie : 10 septembre 2019
2. Fire, Ready, Aim
Sortie : 9 octobre 2019
3. Oh Yeah!
Sortie : 16 janvier 2020
4. Meet Me on the Roof
Sortie : 7 février 2020

Father of All Motherfuckers (également connu sous sa forme censurée Father of All...) est le treizième album studio du groupe de punk rock américain Green Day, sorti le 7 février 2020.
Dernier album du groupe sous le label Reprise Records, il se démarque par ses influences garage rock ainsi que par sa courte durée d'environ 26 minutes. 
Démarrant à la quatrième place du Billboard 200
, l'accueil critique de l'album fut néanmoins mitigé.

## Liste des titres
| 1.    | Father of All...         | 2:31 |
| 2.    | Fire, Ready, Aim         | 1:52 |
| 3.    | Oh Yeah!                 | 2:51 |
| 4.    | Meet Me On The Roof      | 2:39 |
| 5.    | I Was A Teenage Teenager | 3:44 |
| 6.    | Stab You In The Heart    | 2:10 |
| 7.    | Sugar Youth              | 1:54 |
| 8.    | Junkies on a High        | 3:06 |
| 9.    | Take The Money and Crawl | 2:08 |
| 10.   | Graffitia                | 3:17 |
| 26:16 |                          |      |

## Crédits
- Billie Joe Armstrong – Chant, guitare
- Mike Dirnt – Basse, chœurs
- Tré Cool – Batterie, percussions